# Robert Baratheon
Robert Baratheon er en fiktiv person i den amerikanske forfatter George R. R. Martins fantasyserie A Song of Ice and Fire og i HBOs filmatisering Game of Thrones.
Karakteren blev introduceret i Kampen om tronen (1996). Han er den ældste søn og arving til Lord Steffon Baratheon af Storm's End, Lord Paramount over Stormlands, og hans hustru Lady Cassana Estermont, og bror til Stannis og Renly. Han er nære venner med Eddard Stark, der begge er myndlinger og fosterbørn af Lord Jon Arryn af The Eyrie. Efter hans forlovede Lyanna Stark angiveligt blev kidnappet af Rhaegar Targaryen igangsatte Robert, Eddard Stark og Jon Arryn et blodigt oprør mod den "Gale konge" Aerys II Targaryen. Efter at have knust Targaryen-dynastiet og have vundet krigen tog Robert Jerntronen og etablerede Baratheon-dynastiet som den første konge. Lyannas død under krigen gjorde at Robert efterfølgende giftede sig med Tywin Lannisters datter Cersei for at sikre den politiske stabilitet i landet. Selvom Roberts styre har været relativt fredeligt, så viser han sig som en ineffektiv hersker og han er utilfreds med både sit ægteskab med Cersei og sit ansvar som konge, og han lever derfor et liv med utroskab og manglende overskud. Han har mange uægte børn, men han er uvidende om, at hans tre børn med Cersei i virkeligheden er fostret mellem Cersei og hendes tvillingebror Jaime Lannister, som et produkt af deres incestiøse forhold.
Selvom Robert dør i den første roman, så fortsætter eftermælet af hans oprør og styre med at have stor indflydelse på efterfølgende begivenheder i Westeros. Hans død skaber et magttomrum, hvor både hans brødre, Cerseis ældste søn Joffrey og adskillige andre personer kæmper om kontrol over De Syv Kongeriger i hvad der bliver kaldt De fem kongers krig.
Robert bliver spillet af den engelske skuespiller Mark Addy i HBO's tv-serie.